# Llista de topònims de Palau-saverdera
Llista de topònims (noms propis de lloc) del municipi de Palau-saverdera, a l'Alt Empordà
Informació actualitzada per un bot. Els canvis manuals es perdran quan s'actualitzi!

## cabana
| imatge | Nom                 | Ubicat a        | instància de | Detalls | coordenades                                                         | Protecció | Commons (més fotos) | Dades a WD                    |
| ------ | ------------------- | --------------- | ------------ | ------- | ------------------------------------------------------------------- | --------- | ------------------- | ----------------------------- |
|        | Corral Mataner      | Palau-saverdera | cabana       |         | 42° 17′ 38″ N, 3° 07′ 06″ E / 42.2937628144742°N,3.11841967517513°E |           |                     | Modifica les dades a Wikidata |
|        | Paller de Can Viusa | Palau-saverdera | cabana       |         | 42° 17′ 19″ N, 3° 07′ 26″ E / 42.2886864592176°N,3.12396557011036°E |           |                     | Modifica les dades a Wikidata |
|        | caseta de l'Estany  | Palau-saverdera | cabana       |         | 42° 16′ 21″ N, 3° 07′ 52″ E / 42.2724132159139°N,3.13116111818669°E |           |                     | Modifica les dades a Wikidata |
|        | corral d'en Marià   | Palau-saverdera | cabana       |         | 42° 17′ 53″ N, 3° 08′ 23″ E / 42.2979177942475°N,3.13965753732862°E |           |                     | Modifica les dades a Wikidata |
|        | corral de l'Olivet  | Palau-saverdera | cabana       |         | 42° 17′ 41″ N, 3° 07′ 24″ E / 42.294856533973°N,3.12320129313337°E  |           |                     | Modifica les dades a Wikidata |

## casa
| imatge | Nom                            | Ubicat a        | instància de | Detalls                                          | coordenades                                                         | Protecció                                  | Commons (més fotos)                              | Dades a WD                    |
| ------ | ------------------------------ | --------------- | ------------ | ------------------------------------------------ | ------------------------------------------------------------------- | ------------------------------------------ | ------------------------------------------------ | ----------------------------- |
|        | Cal Ferrer                     | Palau-saverdera | casa         | Estil: arquitectura popular                      | 42° 18′ 24″ N, 3° 08′ 46″ E / 42.3068°N,3.14622°E                   | bé integrant del patrimoni cultural català | Cal Ferrer (Palau-saverdera)                     | Modifica les dades a Wikidata |
|        | Can Sibeques                   | Palau-saverdera | casa         | Estil: arquitectura eclèctica                    | 42° 18′ 28″ N, 3° 08′ 53″ E / 42.3077°N,3.14793°E ca:Carrer Nou, 16 | bé integrant del patrimoni cultural català | Can Sibeques (Palau-saverdera)                   | Modifica les dades a Wikidata |
|        | Casa la Palma                  | Palau-saverdera | casa         | Estil: arquitectura popular                      | 42° 18′ 26″ N, 3° 08′ 48″ E / 42.3073°N,3.14664°E                   | bé integrant del patrimoni cultural català | Casa la Palma (Palau-saverdera)                  | Modifica les dades a Wikidata |
|        | casa al carrer Cap de Creus, 3 | Palau-saverdera | casa         | Estil: arquitectura popular                      | 42° 18′ 31″ N, 3° 09′ 06″ E / 42.3086°N,3.15173°E                   | bé integrant del patrimoni cultural català | Casa al carrer Cap de Creus, 3 (Palau-saverdera) | Modifica les dades a Wikidata |
|        | casa al carrer Roses, 13       | Palau-saverdera | casa         | Estil: modernisme català arquitectura modernista | 42° 18′ 28″ N, 3° 09′ 04″ E / 42.3077°N,3.15102°E                   | bé integrant del patrimoni cultural català | Casa al carrer Roses, 13 (Palau-saverdera)       | Modifica les dades a Wikidata |

## cova
| imatge | Nom                    | Ubicat a        | instància de | Detalls | coordenades                                                         | Protecció | Commons (més fotos) | Dades a WD                    |
| ------ | ---------------------- | --------------- | ------------ | ------- | ------------------------------------------------------------------- | --------- | ------------------- | ----------------------------- |
|        | cova de les Encantades | Palau-saverdera | cova         |         | 42° 18′ 16″ N, 3° 09′ 53″ E / 42.3044951908618°N,3.16464124096911°E |           |                     | Modifica les dades a Wikidata |
|        | cova dels Encantats    | Palau-saverdera | cova         |         | 42° 18′ 16″ N, 3° 09′ 53″ E / 42.3044951908618°N,3.16464124096911°E |           |                     | Modifica les dades a Wikidata |

## dolmen
| imatge | Nom                                 | Ubicat a        | instància de  | Detalls | coordenades | Protecció                   | Commons (més fotos) | Dades a WD                    |
| ------ | ----------------------------------- | --------------- | ------------- | ------- | --- | --------------------------- | ------------------- | ----------------------------- |
|        | Sepulcre de Mas Bofill              | Palau-saverdera | dolmen        |         | 42° 18′ 53″ N, 3° 08′ 11″ E / 42.314664°N,3.136282°E                                                            |                             |                     | Modifica les dades a Wikidata |
|        | Sepulcre de la Devesa               | Palau-saverdera | dolmen refugi |         | 42° 19′ 05″ N, 3° 08′ 20″ E / 42.3179845704312°N,3.13882815679833°E                                             | bé cultural d'interès local |                     | Modifica les dades a Wikidata |
|        | dolmen de la Devesa                 | Palau-saverdera | dolmen        |         | 42° 18′ 55″ N, 3° 08′ 31″ E / 42.31533411816°N,3.1420576504971°E                                                | bé cultural d'interès local |                     | Modifica les dades a Wikidata |
|        | dolmen de la Febrosa                | Palau-saverdera | dolmen        |         | 42° 18′ 21″ N, 3° 10′ 02″ E / 42.3059412644578°N,3.1673506704286°E                                              |                             |                     | Modifica les dades a Wikidata |
|        | dolmen de la Muntanya d'en Caselles | Palau-saverdera | dolmen        |         | 42° 19′ 17″ N, 3° 08′ 55″ E / 42.3214936787141°N,3.14864175887395°E ca:Viarany que surt del camí de Sant Onofre |                             |                     | Modifica les dades a Wikidata |
|        | dolmen de la Sureda                 | Palau-saverdera | dolmen        |         | 42° 19′ 03″ N, 3° 09′ 14″ E / 42.3174249975334°N,3.1538745974406°E                                              |                             |                     | Modifica les dades a Wikidata |

## edifici
| imatge | Nom                                    | Ubicat a        | instància de | Detalls                       | coordenades                                                      | Protecció                                  | Commons (més fotos)                     | Dades a WD                    |
| ------ | -------------------------------------- | --------------- | ------------ | ----------------------------- | ---------------------------------------------------------------- | ------------------------------------------ | --------------------------------------- | ----------------------------- |
|        | Antigues Escoles                       | Palau-saverdera | edifici      | Estil: noucentisme            | 42° 18′ 28″ N, 3° 08′ 48″ E / 42.3077°N,3.14661°E                | bé integrant del patrimoni cultural català | Antigues Escoles (Palau-saverdera)      | Modifica les dades a Wikidata |
|        | Bar Sport                              | Palau-saverdera | edifici      | Estil: arquitectura eclèctica | 42° 18′ 28″ N, 3° 08′ 53″ E / 42.3077°N,3.148°E ca:carrer Nou 18 | bé integrant del patrimoni cultural català | Bar Sport (Palau-saverdera)             | Modifica les dades a Wikidata |
|        | Casa Rural Ca l'Enric                  | Palau-saverdera | edifici      | Estil: arquitectura popular   | 42° 18′ 30″ N, 3° 09′ 07″ E / 42.30844°N,3.15199°E               | bé cultural d'interès local                |                                         | Modifica les dades a Wikidata |
|        | Celler d'oli                           | Palau-saverdera | edifici      | Estil: arquitectura popular   | 42° 18′ 24″ N, 3° 08′ 38″ E / 42.3068°N,3.1438°E                 | bé cultural d'interès local                | Celler d'oli (Palau-saverdera)          | Modifica les dades a Wikidata |
|        | Cooperativa Agrícola (Palau-saverdera) | Palau-saverdera | edifici      | Estil: noucentisme            | 42° 18′ 25″ N, 3° 08′ 37″ E / 42.307°N,3.14366°E                 | bé integrant del patrimoni cultural català | Cooperativa Agrícola de Palau-saverdera | Modifica les dades a Wikidata |
|        | habitatge al carrer Montseny           | Palau-saverdera | edifici      | Estil: arquitectura popular   | 42° 18′ 33″ N, 3° 09′ 06″ E / 42.30906°N,3.15153°E               | bé cultural d'interès local                |                                         | Modifica les dades a Wikidata |

## entitat singular de població
| imatge | Nom             | Ubicat a        | instància de                                                                   | Detalls  | coordenades                                                                 | Protecció | Commons (més fotos) | Dades a WD                    |
| ------ | --------------- | --------------- | ------------------------------------------------------------------------------ | -------- | --------------------------------------------------------------------------- | --------- | ------------------- | ----------------------------- |
|        | Bellavista      | Palau-saverdera | entitat singular de població                                                   | 69 hab   | 42° 18′ 23″ N, 3° 09′ 24″ E / 42.306309095143°N,3.1565969199298°E 125 msnm  |           |                     | Modifica les dades a Wikidata |
|        | Mas Isaac       | Palau-saverdera | entitat singular de població                                                   | 246 hab  | 42° 18′ 39″ N, 3° 08′ 16″ E / 42.3109610496816°N,3.13775706542728°E 72 msnm |           |                     | Modifica les dades a Wikidata |
|        | Palau-saverdera | Palau-saverdera | entitat singular de població ens local històric de Catalunya capital municipal | 1019 hab | 42° 18′ 30″ N, 3° 08′ 56″ E / 42.308196°N,3.149026°E 100 msnm               |           |                     | Modifica les dades a Wikidata |
|        | el Mas Bohera   | Palau-saverdera | entitat singular de població                                                   | 164 hab  | 42° 18′ 22″ N, 3° 09′ 19″ E / 42.3061°N,3.1553°E 110 msnm                   |           |                     | Modifica les dades a Wikidata |

## església
| imatge | Nom                   | Ubicat a        | instància de | Detalls                                                                           | coordenades                                                              | Protecció                                  | Commons (més fotos)                      | Dades a WD                    |
| ------ | --------------------- | --------------- | ------------ | --------------------------------------------------------------------------------- | ------------------------------------------------------------------------ | ------------------------------------------ | ---------------------------------------- | ----------------------------- |
|        | Ermita de Sant Onofre | Palau-saverdera | església     | Estil: arquitectura popular                                                       | 42° 19′ 05″ N, 3° 09′ 40″ E / 42.3181°N,3.16098°E ca:Camí de Sant Onofre | bé integrant del patrimoni cultural català | Santuari de Sant Onofre                  | Modifica les dades a Wikidata |
|        | Sant Joan             | Palau-saverdera | església     | Estil: arquitectura romànica Anomenat per: Joan Baptista Dedicat a: Joan Baptista | 42° 18′ 24″ N, 3° 08′ 45″ E / 42.3068°N,3.14594°E                        | bé integrant del patrimoni cultural català | Església de Sant Joan de Palau-saverdera | Modifica les dades a Wikidata |

## font
| imatge | Nom                            | Ubicat a        | instància de | Detalls                     | coordenades                                                              | Protecció                                  | Commons (més fotos)                  | Dades a WD                    |
| ------ | ------------------------------ | --------------- | ------------ | --------------------------- | ------------------------------------------------------------------------ | ------------------------------------------ | ------------------------------------ | ----------------------------- |
|        | font de Dalt (Palau-saverdera) | Palau-saverdera | font         | Estil: arquitectura popular | 42° 18′ 28″ N, 3° 08′ 53″ E / 42.3077°N,3.148°E ca:c. de la Font de Dalt | bé integrant del patrimoni cultural català | La Font de Dalt (Palau-saverdera)    | Modifica les dades a Wikidata |
|        | font de Sant Onofre            | Palau-saverdera | font         | Estil: arquitectura popular | 42° 19′ 05″ N, 3° 09′ 39″ E / 42.318°N,3.16078°E                         | bé integrant del patrimoni cultural català |                                      | Modifica les dades a Wikidata |
|        | font del Mas Isaac             | Palau-saverdera | font         | Estil: arquitectura popular | 42° 18′ 42″ N, 3° 08′ 10″ E / 42.311749°N,3.13616°E                      | bé cultural d'interès local                | Font del Mas Isaac (Palau-saverdera) | Modifica les dades a Wikidata |

## granja
| imatge | Nom                | Ubicat a        | instància de | Detalls | coordenades                                                         | Protecció | Commons (més fotos) | Dades a WD                    |
| ------ | ------------------ | --------------- | ------------ | ------- | ------------------------------------------------------------------- | --------- | ------------------- | ----------------------------- |
|        | Granges d'en Nin   | Palau-saverdera | granja       |         | 42° 17′ 46″ N, 3° 09′ 02″ E / 42.2962287193119°N,3.15065675645679°E |           |                     | Modifica les dades a Wikidata |
|        | Granja de n'Imbert | Palau-saverdera | granja       |         | 42° 17′ 10″ N, 3° 08′ 28″ E / 42.2860097371623°N,3.14117163966112°E |           |                     | Modifica les dades a Wikidata |

## masia
| imatge | Nom                 | Ubicat a        | instància de     | Detalls                     | coordenades                                                                                   | Protecció                                            | Commons (més fotos)               | Dades a WD                    |
| ------ | ------------------- | --------------- | ---------------- | --------------------------- | --------------------------------------------------------------------------------------------- | ---------------------------------------------------- | --------------------------------- | ----------------------------- |
|        | Cal Governador      | Palau-saverdera | masia            |                             | 42° 18′ 44″ N, 3° 08′ 58″ E / 42.3123065035597°N,3.1493239253958°E                            |                                                      |                                   | Modifica les dades a Wikidata |
|        | Can Llobet          | Palau-saverdera | masia            |                             | 42° 18′ 13″ N, 3° 09′ 09″ E / 42.3036384351334°N,3.1524579088055°E                            |                                                      |                                   | Modifica les dades a Wikidata |
|        | Can Muní            | Palau-saverdera | masia            | Estil: arquitectura popular | 42° 18′ 32″ N, 3° 09′ 09″ E / 42.309°N,3.15244°E                                              | bé integrant del patrimoni cultural català           | Can Muní (Palau-saverdera)        | Modifica les dades a Wikidata |
|        | Can Rotllan         | Palau-saverdera | masia            |                             | 42° 18′ 41″ N, 3° 09′ 08″ E / 42.3114920247696°N,3.15230698344173°E                           |                                                      |                                   | Modifica les dades a Wikidata |
|        | Can Viusa           | Palau-saverdera | masia            |                             | 42° 17′ 21″ N, 3° 07′ 27″ E / 42.2891906222493°N,3.1241363758246°E                            |                                                      |                                   | Modifica les dades a Wikidata |
|        | Casa Sinca          | Palau-saverdera | masia            |                             | 42° 18′ 19″ N, 3° 09′ 13″ E / 42.3052941758965°N,3.15350533204692°E                           |                                                      |                                   | Modifica les dades a Wikidata |
|        | Mas Bartolí         | Palau-saverdera | masia            |                             | 42° 17′ 19″ N, 3° 08′ 46″ E / 42.2887413882959°N,3.14615092055639°E                           |                                                      |                                   | Modifica les dades a Wikidata |
|        | Mas Bategats        | Palau-saverdera | masia            |                             | 42° 18′ 04″ N, 3° 08′ 39″ E / 42.3011634970333°N,3.14412932083598°E                           |                                                      |                                   | Modifica les dades a Wikidata |
|        | Mas Bonet           | Palau-saverdera | masia            | Estil: arquitectura popular | 42° 18′ 34″ N, 3° 09′ 01″ E / 42.3094°N,3.15024°E                                             | bé cultural d'interès local                          |                                   | Modifica les dades a Wikidata |
|        | Mas Isaac           | Palau-saverdera | masia            | Estil: arquitectura popular | 42° 18′ 42″ N, 3° 08′ 10″ E / 42.3117°N,3.13616°E                                             | bé integrant del patrimoni cultural català           | Mas Isaac (Palau-saverdera)       | Modifica les dades a Wikidata |
|        | Mas Llimonenc       | Palau-saverdera | masia            |                             | 42° 18′ 38″ N, 3° 08′ 17″ E / 42.3104563695733°N,3.13803504419266°E                           |                                                      |                                   | Modifica les dades a Wikidata |
|        | Mas Oliva           | Palau-saverdera | masia            | Estil: arquitectura popular | 42° 18′ 28″ N, 3° 08′ 51″ E / 42.3077°N,3.14761°E                                             | bé integrant del patrimoni cultural català           | Mas Oliva (Palau-saverdera)       | Modifica les dades a Wikidata |
|        | Mas Oriol           | Palau-saverdera | masia            | Estil: arquitectura popular | 42° 18′ 37″ N, 3° 08′ 30″ E / 42.3102°N,3.14159°E                                             | bé integrant del patrimoni cultural català           | Mas Oriol (Palau-saverdera)       | Modifica les dades a Wikidata |
|        | Mas Saurina         | Palau-saverdera | masia            | Estil: arquitectura popular | 42° 18′ 36″ N, 3° 09′ 00″ E / 42.3101°N,3.14997°E                                             | bé integrant del patrimoni cultural català           |                                   | Modifica les dades a Wikidata |
|        | Mas d'en Guero      | Palau-saverdera | masia            |                             | 42° 17′ 35″ N, 3° 08′ 54″ E / 42.2930796262258°N,3.14829592570877°E                           |                                                      |                                   | Modifica les dades a Wikidata |
|        | Mas de la Torre     | Palau-saverdera | masia casa forta | Estil: arquitectura popular | 42° 16′ 49″ N, 3° 07′ 59″ E / 42.2803°N,3.13316°E ca:Ctra GIV-102, de Palau a Santa Margarida | bé d'interès cultural bé cultural d'interès nacional | Mas de la Torre (Palau-saverdera) | Modifica les dades a Wikidata |
|        | Mas de les Figueres | Palau-saverdera | masia            |                             | 42° 17′ 10″ N, 3° 07′ 50″ E / 42.286058279786°N,3.13060721748475°E                            |                                                      |                                   | Modifica les dades a Wikidata |

## muntanya
| imatge | Nom                     | Ubicat a                        | instància de | Detalls | coordenades                                                            | Protecció | Commons (més fotos)     | Dades a WD                    |
| ------ | ----------------------- | ------------------------------- | ------------ | ------- | ---------------------------------------------------------------------- | --------- | ----------------------- | ----------------------------- |
|        | Muntanya d'en Sot       | Palau-saverdera                 | muntanya     |         | 42° 19′ 08″ N, 3° 08′ 25″ E / 42.31877722°N,3.14035833°E 328.8 msnm    |           |                         | Modifica les dades a Wikidata |
|        | Puig de Llorí           | Palau-saverdera                 | muntanya     |         | 42° 18′ 18″ N, 3° 07′ 59″ E / 42.30488889°N,3.132925°E 38.9 msnm       |           |                         | Modifica les dades a Wikidata |
|        | Sant Salvador Saverdera | Palau-saverdera la Selva de Mar | muntanya     |         | 42° 19′ 12″ N, 3° 10′ 04″ E / 42.3199721871°N,3.16782473062°E 682 msnm |           | Sant Salvador Saverdera | Modifica les dades a Wikidata |

## pont
| imatge | Nom                | Ubicat a        | instància de | Detalls                     | coordenades                                                         | Protecció                                  | Commons (més fotos)                  | Dades a WD                    |
| ------ | ------------------ | --------------- | ------------ | --------------------------- | ------------------------------------------------------------------- | ------------------------------------------ | ------------------------------------ | ----------------------------- |
|        | Pont del Mas Oriol | Palau-saverdera | pont         | Estil: arquitectura popular | 42° 18′ 38″ N, 3° 08′ 34″ E / 42.310585°N,3.142765°E                | bé integrant del patrimoni cultural català | Pont del Mas Oriol (Palau-saverdera) | Modifica les dades a Wikidata |
|        | Pont del Passadís  | Palau-saverdera | pont         |                             | 42° 16′ 18″ N, 3° 07′ 59″ E / 42.2717445769846°N,3.13305145846583°E |                                            |                                      | Modifica les dades a Wikidata |

## àrea protegida
| imatge | Nom                                       | Ubicat a | instància de                              | Detalls                                   | coordenades | Protecció    | Commons (més fotos)       | Dades a WD                    |
| ------ | ----------------------------------------- | --- | ----------------------------------------- | ----------------------------------------- | --- | ------------ | ------------------------- | ----------------------------- |
|        | Parc Natural del Cap de Creus             | el Port de la Selva Llançà Palau-saverdera Pau Roses la Selva de Mar Vilajuïga                                | àrea protegida àrea protegida Natura 2000 | 1998-03-12 1998 Superfície: 13924.13221ha | 42° 18′ N, 3° 13′ E / 42.3°N,3.22°E                                                                                  |              | Cap de Creus Natural Park | Modifica les dades a Wikidata |
|        | Parc natural dels Aiguamolls de l'Empordà | Castelló d'Empúries l'Armentera l'Escala Palau-saverdera Pau Peralada Roses Sant Pere Pescador Pedret i Marzà | àrea protegida                            | 1983-10-28 Superfície: 4749.84ha          | 42° 13′ 12″ N, 3° 06′ 26″ E / 42.219872222222°N,3.1072111111111°E 42° 11′ 36″ N, 3° 06′ 25″ E / 42.19333°N,3.10694°E | Espai Ramsar | Aiguamolls de l'Empordà   | Modifica les dades a Wikidata |

## Misc
| imatge | Nom                                       | Ubicat a                              | instància de                                            | Detalls                       | coordenades                                                                   | Protecció                                            | Commons (més fotos)                       | Dades a WD                    |
| ------ | ----------------------------------------- | ------------------------------------- | ------------------------------------------------------- | ----------------------------- | ----------------------------------------------------------------------------- | ---------------------------------------------------- | ----------------------------------------- | ----------------------------- |
|        | Ca n'Isach                                | Palau-saverdera                       | jaciment arqueològic                                    |                               | 42° 18′ 58″ N, 3° 08′ 02″ E / 42.316111°N,3.133917°E 115 msnm                 | bé cultural d'interès local                          | Ca n'Isach                                | Modifica les dades a Wikidata |
|        | Castell de Palau-saverdera                | Palau-saverdera                       | castell                                                 | Estil: arquitectura popular   | 42° 18′ 28″ N, 3° 09′ 00″ E / 42.3078°N,3.1499°E                              | bé d'interès cultural bé cultural d'interès nacional | Castell de Palau-saverdera                | Modifica les dades a Wikidata |
|        | Estany de Palau de Dalt                   | Pau Palau-saverdera                   | zona humida                                             |                               | 42° 17′ 05″ N, 3° 06′ 49″ E / 42.2847°N,3.1137°E                              |                                                      |                                           | Modifica les dades a Wikidata |
|        | Roda                                      | Palau-saverdera                       | vèrtex geodèsic                                         | Alt: 1.2m                     | 42° 19′ 07″ N, 3° 10′ 06″ E / 42.318664°N,3.168438°E 669.88 msnm              |                                                      |                                           | Modifica les dades a Wikidata |
|        | Serra de Rodes                            | la Selva de Mar Palau-saverdera Roses | serra àrea protegida paratge natural d'interès nacional | 1998 Superfície: 1145.78562ha | 42° 18′ 15″ N, 3° 10′ 41″ E / 42.3043°N,3.17801°E 617.9 msnm                  |                                                      | Serra de Rodes                            | Modifica les dades a Wikidata |
|        | Torre del Vent                            | Palau-saverdera                       | molí de vent                                            | Estil: arquitectura popular   | 42° 17′ 31″ N, 3° 08′ 00″ E / 42.2919°N,3.13335°E ca:Camí de l'Olivet 47 msnm | bé d'interès cultural bé cultural d'interès nacional | Torre del Vent (Palau-saverdera)          | Modifica les dades a Wikidata |
|        | barraca d'olivar prop de la riera de Tort | Palau-saverdera                       | barraca de vinya                                        | Estil: arquitectura popular   | 42° 18′ 56″ N, 3° 07′ 55″ E / 42.3155°N,3.13202°E                             | bé integrant del patrimoni cultural català           | Barraca d'olivar prop de la riera de Tort | Modifica les dades a Wikidata |
|        | casa consistorial de Palau-saverdera      | Palau-saverdera                       | casa consistorial                                       |                               | 42° 18′ 28″ N, 3° 08′ 48″ E / 42.3077153°N,3.1466217°E                        |                                                      |                                           | Modifica les dades a Wikidata |
|        | les Torroelles                            | Palau-saverdera                       | nucli de població                                       |                               | 42° 17′ 26″ N, 3° 07′ 24″ E / 42.2904882468819°N,3.1234596410861°E            |                                                      |                                           | Modifica les dades a Wikidata |